# 제17회 서울 국제 만화 애니메이션 페스티벌
제17회 서울 국제 만화 애니메이션 페스티벌은 2013년 7월 23일에 열린 시상식이다.

## 수상 및 후보

### 장편 - 그랑프리
- 아니메 미래- 모른 척 - 미야시타 신페이 수상
- 아니메 미래 - 거미 소녀 - 가이야 도시히사 수상
- 아니메 미래 - 돼지 - 도모나가 가즈히데 수상
- 아니메 미래 - 듀공과 바다로 - 히로시 카와마타 수상

### 일반단편 - 그랑프리
- 폐차장 - 히스코 헐싱 수상

### 학생단편 - 그랑프리
- 물고기와 사는 여인 - 유시프 알-칼리파 수상

### 시카프 키드 부문 - 우수상
- 아기 그루팔로 - 우베 하이트쇠터 외 1명 수상

### 경쟁단편부문
- 나의 저승길 이야기 - 안카 다미안
- 두더지 전사 - 스킬라의 보물 - 리우 크신
- 뽀로로 극장판 슈퍼썰매 대모험 - 박영균
- 술취한 영혼 - 크리스 설리반
- 아니메 미래- 모른 척 - 미야시타 신페이
- 아니메 미래- 듀공과 바다로 - 히로시 카와마타
- 아니메 미래- 거미 소녀 - 가이야 도시히사
- 아니메 미래- 돼지 - 도모나가 가즈히데

### 경쟁학생부문
- 가깝고 소중한 - 막스 스퇴어 외 1명
- 가을의 포페티 - 피에르-뤽 그란종
- 골든 타임 - 이나바 타쿠야
- 길 - 루이스 파리
- 꽃이 피다 - 염동철
- 나무꾼 부자 - 파웰 뎁스키
- 낙오자 - 패트릭 보우차드
- 내 사랑은 어디에 - 벨코 포포비치
- 루드비히의 악마 - 가브리엘 자끄엘
- 먹이기 - 프라파스 콜사라논
- 메밀꽃 필 무렵 - 안재훈
- 몽파르나스의 키키 - 아멜리에 아로
- 베티 블루스 - 레미 반데니트
- 비가 온다 - 아나 세필로바
- 비트셀러 - 후안마 산체스 세흐반테스
- 사라지고 나타나고 - 조앤 C. 그라츠
- 세상의 저쪽 - 미셸 르미외
- 신의 손 - 마이클 쿠삭
- 실연 광시곡 - 파코 빈크 외 1명
- 양귀비의 연회 - 웨이 하방
- 예술의 탄생과 몰락 - 알렉사 게직
- 외로운 부두 - 잭 쉬
- 우리가 시도라도 했다면 - 라인홀드 비드너
- 이불 - 요리코 미즈시리
- 이코키-로스트 - 양선우
- 정어리 통조림 - 루이스-마리 콜론
- 지겐오르트 - 토마시 포파쿨
- 첫 번째 가을 - 오드 단세
- 카고 컬트 - 바스티앙 두보아
- 태초의 모험 - 보지다르 타르쿠자
- 트램 - 미카엘라 파브라토바
- 폐차장 - 히스코 헐싱
- 폴라 - 도미닉 에티엔 시마드
- 황소와 도깨비 - 김정호

### 경쟁단편 - 일반부문
- 각성 - 엘로디 부헤일 외 3명
- 강철손 - 레이체 아갈
- 걸출한 그리고리 예피모비치 라스푸틴의 삶과 죽음 - 셀린느 드보
- 나는 야수다 - 샘 스티어
- 나무의 시간 - 정다희
- 남자의 자리 - 조종덕
- 내 인생은 내 마음대로 - 플로리안 피천 외 5명
- 단절 - 실비아 카르피조
- 달리는 남자 - 전용석
- 도자기 인형 - 크리스토퍼 안더슨
- 떠나다 - 이몬 오닐
- 리얼리티 2.0 - 빅터 오르즈코 라미레즈
- 망쳐버린 헝겊인형 - 사이몬 필리어트
- 매미가 울었다 - 오지원
- 물고기와 사는 여인 - 유시프 알-칼리파
- 미스 토드 - 크리스티나 이
- 미식가의 게임 - 클레망스 보쉐로
- 바람 - 로버트 로벨
- 발레 공연 - 루이 토마
- 빠지다 - 쿠보 유타로
- 상자.집 - 황 시지아
- 스튜냄비 랩소디 - 샬로트 깜봉 드라 발레트 외 3명
- 아침 열차 - 델리아 헤스
- 여우에 홀린 곤스케 - 빅토리아 스피랴지나
- 여자 - 사헤브 람 투드
- 은퇴 계획 - 마탄 야니브
- 잠기다 - 솔레다드 아길라
- 저녁 먹을 시간 - 무라모토 사키
- 주술에 걸린 시간 - 에이미 브루톤 외 3명
- 칸 - 제피그 르 바스
- 테니스와 바비큐 - 벤자민 모로 외 1명
- 테베를 공격한 7장군 - 줄스 후비그 외 4명
- 파랑 - 레미 부손 외 5명
- 피아노 연주 - 이-시앙 첸
- 해금니 - 성준수
- 해변의 두더지 - 안나 카디코바
- 해피 엔딩 - 리우 밍 청
- 혼자여도괜찮아 - 유혜지

### 경쟁 시카프 쇼케이스 부문
- 강력본드 - 올레 크리스토퍼 하가
- 겨울이 왔어 - 바실리 실리치코프
- 꼬마쥐의 모험 - 쥐를 사랑한 고양이 - 라조스 나기 외 1명
- 노 누들스 - 테일러 니콜슨
- 눈송이 - 나타샤 케미소바
- 닉 낵 - 테일러 니콜슨
- 룹디두-안전제일 - 폴 를뤼크
- 마법빗자루 - 막스 랑 외 1명
- 마법천자문 - 1 - 이병직
- 마샤와 고샤의 모험 - 2 - 드미트리 쿠프리야노브
- 미리암의 녹즙기 - 안드레스 테누사
- 미리암의 초록색 반점 - 프리트 텐더
- 미앤마이로봇 - 일렉트로 - 올리비에 데린크
- 비타민이 뭐야? - 로버트 볼뤼엔
- 스냅 - 토마스 G. 머피
- 스파이크2 - 데이빗 알루
- 스페이스 독 가족 - 재미있는 놀이 - 안드레이 두베트스코이
- 아기 그루팔로 - 우베 하이트쇠터 외 1명
- 엘라스티카 - 기욤 블랑셰
- 여우와 박새 - 에반 데루쉬
- 케이크랑 소풍 - 개씨 부부 - 메르세데스 마로 외 2명
- 케이크랑 소풍 - 도마뱀과 개구리 - 메르세데스 마로 외 2명
- 케이크랑 소풍 - 생쥐 토니와 대니 - 메르세데스 마로 외 2명
- 크리스마스 나무 이야기 - 마리아 마우트
- 툼블리스 - 패트릭 라츠
- 하얀 양과 금발소년 - 엘로이 헨리오드

### 경쟁커미션드부문
- 가벨라 극장의 움직이는 포스터 - 루카 부젝
- 고스트스 - 체에르체에르
- 공정? - 미켈 마인츠 엘카에르
- 구글 탄요르 오비얌 - 수레쉬 에리얏
- 렛츠 고 - 알렉시스 보몬트
- 맞춤희곡 - 최진성
- 모양 - 카타지나 키예크 외 1명
- 바이올린 - 칼레 로타 모시그 노헴
- 블랙 라이트 디너 파티 - 위 아 골든 - 조나단 셀릭슨
- 빔 15 MBPS - 수레쉬 에리얏
- 사운드 스테인 - 리란 골드버그
- 사지마세요, 입양하세요 - 김준
- 아마게돈 - 에밀리오 라모스 외 2명
- 우샤 자노메 - 수레쉬 에리얏
- 이르판 대학에 가다 - 리드반 세빅
- 이아이이아이오 - 컬크 켈리
- 자동차 론 - 다도마니 스튜디오
- 제르제 - 로냉 바그네
- 주택 론 - 다도마니 스튜디오
- 쿠르쿠레 몬스터포즈 - 수레쉬 에리얏
- 팡고고의 기원 - 주재형
- 흩날리다 - 나레스 로빈

### 시카프 패밀리
- 검은 영혼 - 마틴 차트란드
- 고양이 돌아오다 - 코델 바커
- 두 자매 - 캐롤라인 리프
- 일차원적 인간 - 테오도르 위셰브
- 라이언 - 크리스 랜드레스
- 런어웨이 - 코델 바커
- 립셋의 일기 - 테오도르 위셰브
- 모두가 외로운 별 - 한병아
- 아침이 밝아 올 때 - 아만다 포비스 외 1명
- 야생의 삶 - 아만다 포비스 외 1명
- 그레고르 잠자의 변신 - 캐롤라인 리프
- 척추신경증 - 크리스 랜드레스
- 타틀린의 탑 - 테오도르 위셰브
- 현 - 웬디 틸바이

### 시카프 초이스
- 골든 타임 - 이나바 타쿠야 수상
- 구글 탄요르 오비얌 - 수레쉬 에리얏
- 꽃이 피다 - 염동철
- 나무의 시간 - 정다희
- 남자의 자리 - 조종덕
- 달리는 남자 - 전용석
- 마법천자문 - 1 - 이병직
- 맞춤희곡 - 최진성
- 매미가 울었다 - 오지원
- 메밀꽃 필 무렵 - 안재훈
- 빔 15 MBPS - 수레쉬 에리얏
- 빠지다 - 쿠보 유타로
- 사지마세요, 입양하세요 - 김준
- 상자.집 - 황 시지아
- 외로운 부두 - 잭 쉬
- 우샤 자노메 - 수레쉬 에리얏
- 이불 - 요리코 미즈시리
- 이코키-로스트 - 양선우
- 저녁 먹을 시간 - 무라모토 사키
- 쿠르쿠레 몬스터포즈 - 수레쉬 에리얏
- 팡고고의 기원 - 주재형
- 피아노 연주 - 이-시앙 첸
- 해금니 - 성준수
- 해피 엔딩 - 리우 밍 청
- 혼자여도괜찮아 - 유혜지
- 황소와 도깨비 - 김정호

### 시카프 온라인
- 오늘의 수프 - 린 스미스 수상
- 감금 - 티모 카하라
- 고래 여인 - 에와 에인혼 외 1명
- 꼬마 요괴 도쿠로 - 카토 미치야
- 나만이 - 앤드류 후앙
- 더 빅 보이 - 이규태
- 마트 - 요한 크룬겔
- 맥주벌레 - 안데르 멘디아
- 몸값 - 더스틴 리스
- 배고픈 시체 - 게르겔리 우츠치
- 빵 빵 빵 - 제레미 다이아몬드
- 삼각관계 - 안드레스 테누사
- 새 모이 - 리차드 킨
- 선물 - 줄리오 포
- 세드릭과 희망 - 피어스 데이비슨
- 숲속 친구들 - 에바 린드스트롬
- 아이스크림맨 - 에스테르 카사스 로우라
- 엄마 - 케빈 마나치 외 1명
- 울 엄마는 비행기 - 율리아 아로노바
- 윈시인 아빠 - 블라디미르 다니로브
- 이상한 생물 - 크리스 가르시아
- 케이온 - 야마다 나오코
- 코마네코, 나홀로 집에 - 고다 츠네오
- 큰손, 오 큰손, 커져라 커져라 - 레이 레이
- 팜피다리움 - 제레미 클라핀
- 펭귄 - 아네트 융
- 황당한 오리블 선장 - 트레볼 하디
- 강아지를 원해 - 쉘던 코헨
- 깊은 바다 - 피스
- 도시로 간 원숭이 - 페르난도 말도나도 외 1명
- 냠냠냠 - 그웬돌린 감보아
- 미스터 레스모어의 환상적인 책 여행 - 윌리엄 조이스 외 1명
- 베토벤의 가발 - 알렉스 하울 외 1명
- 빅 마우스 - 안드레아 도프만
- 상자 놀이 - 베키 스틸
- 소년과 흰기러기 - 게일 토머스
- 숲 속의 괴물 - 키아나 나그시네
- 스노우 캣 - 쉘던 코헨
- 스웨터 - 쉘던 코헨
- 은하전설 테라 - 홍상만
- 이카리아 - 유일라 부블리코바
- 자연스럽게 - 베네린 벨체브
- 겁쟁이 줄리아 - 안냐 시들레어
- 챠리쨔 - 테오도르 위셰브
- 터보 - 데이빗 소렌
- 폭풍의 밤 - 미셸 르미외
- 프랑스식으로 - 부아예 모리간 외 2명
- 하늘 높이 - 숀 클락 외 1명

### 오픈 프레임
- 시간의 제왕 - 마이트 라스
- 애니메이션 스승 스기 기사부로 - 이시오카 마사토
- 윌리엄 켄트리지 - 불가능은 없다 - 수잔 솔린스
- 잔상 - 미완의 걸작 - 케빈 슈렉

### 영화제 공식초청프로그램
- Iloura VFX Reel - 일로우라
- '짧은 대화' - 오브 몬스터스 앤 맨 - 미하이 윌슨 외 1명
- 감정 예금 - 스즈키 사오리
- 반사 - 요시미치 타무라
- 교차로 - 피터 빔
- 나누기 - 조한 레프마
- 나도 이미 들었어 - 다르코 마스넥
- 노 레인 노 레인보우 - 사카이 오사무
- 다일레이티드 픽셀의 2011-2012 텔레비전 VFX - 다일레이티드 픽셀
- 더트3 - 제니 맥콘키
- 디 엔드 - 울로 피코프
- 디지털 도메인 VFX 릴 - 디지털 도메인
- 라무스 - 대니카 페리 외 1명
- 라이징 - 리오넬 주글라르
- 로제트 - 로메인 보렐 외 3명
- 맥 'n' 치즈 - 로이 니테로 외 3명
- 바르톡에 맞춰 - 스테판 캠벨
- 보이 - 스티븐 서보트닉
- 볼핏 - 카일 모왓
- 불의 요진 - 오토모 가츠히로
- 브로큰 타임 - 요하네스 지에르네
- 빅 시그널 - 에블린 로벡
- 사과 먹는 법 - 오수형
- 상상력을 펼쳐봐 - 제니 맥콘키
- 소니 VFX 릴 - 스파이더맨 - 소니 픽쳐스 이미지웍스
- 수태 - 캘빈 리 외 2명
- 스류 오겐 - 지그프리드 A. 프르아우프
- 쉐보레 '조이' - 싸이옵
- 아이엘엠 VFX 릴 - 인더스트리얼 라이트 앤 매직
- 에그자일 - 바우&애로우즈 - 준페이 미주사키
- 에스테판 - 제프 콜
- 엑스타틱 몰드 - 폴 플레처
- 역동적인 지구 시각화: 코로나 질량 방출과 바다, 바람의 순환 - 그레고리 쉬라
- 오 윌리... - 에마 데 스와프 외 1명
- 오, 양! - 고트프리트 멘토
- 요날루레: 모멘트 투 모멘트 - 나카타 아야카
- 원티드 멜로디 - 폴 조르므 외 2명
- 웨타 VFX 릴 - 프로메테우스 - 웨타 디지털
- 위대한 토끼 - 와다 아츠시
- 위쳐 2 - 플라티지 이미지
- 이동 - 맥스 해틀러
- 이불 - 요리코 미즈시리
- 이시바시 에이코 - 이미테이션 오브 라이프 - 탁콤
- 작별 필름 - 우르트 반 퀴에일렌보르흐
- 잭과 척 - 알렉상드르 셔드레 외 2명
- 채용 랩소디 - 요시다 마호
- 큐큐큐 - 송영성
- 클로버 웨이 베터 - 세실 바로우
- 키네틱 3 - 앤마리 스젤레즈키
- 탈옥 - 구쉬 카이크
- 태양이 주스가 될 때 - 스티븐 울로센
- 트와이닝스 자신을 찾는 여행 - 싸이옵
- 티펫 VFX 릴 - 불멸 - 티펫 스튜디오
- 페이퍼스 트레일러 - 시그라프2012
- 포 더 리메인더 - 오메르 벤 데이비드
- 포토플라이 - 사이먼 헤가티
- 하이스이노나사 - 지하철 역학 - 오니시 케이타
- 한계들 - 자넷 본즈
- 핵폐기물 처리법 - 얀 라흐아우어 외 1명

### 온라인 & 커미션드부문
- 마당을 나온 암탉 - 오성윤
- 모모와 다락방의 수상한 요괴들 - 오키우라 히로유키
- 소중한 날의 꿈 - 안재훈